# Christophe Laborie
Christophe Laborie (5 de agosto de 1986) es un ciclista francés que debutó como profesional a finales del año 2010 en el equipo Sojasun. En 2014, debido a la desaparición de su anterior equipo, fichó por el Bretagne-Séché Environnement, equipo en el que estuvo hasta la temporada 2015. En 2016, el último año de su carrera, corrió para el Delko Marseille Provence KTM.

## Palmarés
No consiguió victorias como profesional.

## Equipos
- Sojasun (2010[3] -2013)
  - Saur-Sojasun (2010[3]-2012)
  - Sojasun (2013)
- Bretagne-Séché Environnement (2014-2015)
- Delko Marseille Provence KTM (2016)